# الفرع آل عمار

تعديل مصدري - تعديل

الفرع آل عمار هي إحدى قرى عزلة  الوضيع بمديرية الوضيع التابعة لمحافظة أبين، بلغ تعداد سكانها 23 نسمة حسب تعداد اليمن لعام 2004.